# جافا (لغة برمجة)
جافا (بالإنجليزية: Java) هي لغة برمجة كائنية التوجه، عالية المستوى، ابتكرها جيمس غوسلينغ في عام 1992م، أثناء عمله في مختبرات شركة صن ميكروسيستمز (بالإنجليزية: Sun Microsystems)، وذلك لاستخدامها كالعقل المفكر المستخدم لتشغيل أجهزة التطبيقات الذكية مثل التليفزيون التفاعلي . وقد كانت لغة الجافا تطويرًا للغة سي ++، وعند إنشائها أطلق عليها مبتكرها «أواك» بمعنى شجرة السنديان، وهي الشجرة التي كان يراها من نافذة مكتبه وهو يعمل في مختبرات صن ميكروسيستمز، ثم تغير الاسم إلى جافا، وهذا الاسم (على غير العادة في تسمية لغات البرمجة) ليس الحروف الأولى من كلمات جملة معينة أو تعبيرًا بمعنى معين، ولكنه مجرد اسم وضعه مطورو هذه اللغة لينافس الأسماء الأخرى.

## أمثلة لِلُغات البرمجة
توجد لغات برمجة عديدة: إلا أنه يوجد فيها نوع من التخصص، حيث يعتمد اختيار اللغة على المهام التي نريد من الحاسب إنجازها، حيث أن لكل لغة ما يناسبها، وهناك مهام يصعب تنفيذها بلغة معينة ولكنها تكون ميسورة بلغة أخرى، ومن اللغات التي ظهرت في فترة الستينات لغة البيسك وهي لغات تدرس للمبتدئين، Beginners All Symbolic Instruction Code.
وظهرت بعدها لغة فيجوال بيسك (التي وضعتها مايكروسوفت) وهي غنية عن التعريف ولها مميزات عديدة، حيث تجمع بين سهولة لغة البيسك وتصميم برامج ذات واجهة رسومية، وأيضًا فيجوال بيسك سكريبت التي تقدم برمجيات تعمل ضمن صفحات الإنترنت، وأيضًا لغة السي بلس بلس ذائعة الصيت، وهي لغة برمجة أُبتكرت كتطوير للغة السي التي هي الأخرى تحسين للغة البي وهناك العشرات من لغات البرمجة الأخرى.

## مميزات
تتميز لغة جافا بمميزات خاصة مما يجعلها أكثر لغات البرمجة إثارة[بحاجة لمصدر]؛ حيث أن ما يميزها الآتي:
- السهولة.
- تدعم مفهوم البرمجة الشيئية (البرمجة كائنية التوجه).
- سهولة الحصول عليها.
- امنة.
- قابلة للنقل والتنفيذ.
- إضافة الحركة والصوت إلى صفحات الويب.
- كتابة الألعاب والبرامج المساعدة.
- إنشاء برامج ذات واجهة مستخدم رسومية.
- تصميم برمجيات تستفيد من كل مميزات الأنترنت. توفر لغة الجافا بيئة تفاعلية عبر الشبكة العنكبوتية وبالتالي تستعمل لكتابة برامج تعليمية للإنترنت عبر برمجيات المحاكاة الحاسوبية للتجارب العلمية وبرمجيات الفصول الافتراضية للتعليم الإلكتروني والتعليم عن بعد. لا تنحصر فاعلية الجافا في الشبكة العنكبوتية فقط بل تمكننا من إنشاء برامج للاستعمال الشخصي والمهني، هذه البرامج تنجز عبر جملة من البرامج التي تسهل كتابة الأوامر كبرنامج نت بينز وإكلبس.

## التعلم
حيث تتوفر أدوات البرمجة بهذه اللغة على موقع شركة صن ميكروسيستمز، كما يمكن تحميل برامج جافا من مواقع إنترنت مختلفة. وهي لغة سهلة التعلم. الإ أنها تحتاج كغيرها من اللغات إلى تطبيق وممارسة.
.تعتبر لغة جافا من اللغات الحديثة جداً في عالم البرمجة التي أنتجتها شركة sunmicrosystem في عام1991.
.لغة جافا تناسب تطبيقات الإنترنت بصفه خاصه هذا بالإضافة إلى دعم الانواع المختلفة من التطبيقات مثل تطبيقات تعمل على جهاز واحد (DesktopApplication) أو تطبيقات تعمل على شبكه Client/serverApplication)).
تتصف لغة جافا بالصفات التالية:
- لغة تلتزم بقواعد البرمجة الكائنية التوجه.
- لغة لها بيئة تشغيل خاصه بها JavaVirtualMachine(JVM).
- لها مكتبة فصائل ClasseLibraryكبيره وغنيه.
- لغه مبنية على قواعد اللغة الشهيرة سي/سي++.
- تعمل برامجها على جميع نظم التشغيل، حيث انها لا تعتمد على بيئة نظام التشغيل (PlatformIndependent).

## متطلبات البرمجة
- مفسر: تتطلب بعض لغات البرمجة مفسرا يُفسر كل سطر من البرنامج ويبلغ الحاسب بالمهام التي يتعين عليه القيام بها ومن هذه اللغات لغة البيسك وتتميز اللغات التي تحتاج مفسرا بسهولة اختبارها ولكن يعيبها أنها تكون بطيئة عند تشغيلها.
- مترجم: يتطلب البعض الآخر من لغات البرمجة مترجمًا يقوم بترجمة البرنامج وتحويله إلى شكل يفهمه الحاسب، وتتميز البرامج المترجمة بسرعة تشغيلها ولكن يعيبها الحاجة إلى وقت أطول لاختبارها، حيث يكتب البرنامج ثم يترجم ثم يجرب وفي حالة وجود أخطاء يجب تصحيحها أولًا ثم يعاد ترجمته ومن ثم تجريبه للتحقق من زوال الخطأ، ولغة جافا لغة فريدة تتطلب مترجمًا ومفسرًا.

### المتطلبات اللازمة لكتابة برنامج بلغة جافا
1. عدة تطوير جافا :

تعتبر هذه الأداة الأولى التي وضعها مطوروا جافا بشركة صن ميكروسيستمز، ورغم وجود أدوات برمجة أخرى من عدة شركات منافسة؛ إلا أنه من الأفضل أن نأخذ الأمر ممن طوره وهذه الأداة قد صدرت في عدة إصدارات ويمكن تحميل هذه الأدوات من موقع صن ميكروسيستمز.
1. محرّر نصوص لكتابة المصدر : كبرنامج المفكّرة والأفضل برنامج نوتباد++ أو واحدة من بيئات التطوير. يفضّل الأغلبيّة بيئات التطوير الحرّة بالأخصّ إكلبس ونت بينز.

### سبب نَيل جافا الشهرة والاهتمام العالمي
في أوائل التسعينيات من القرن العشرين 1990م اختُرعت لغة جافا على يد شركة صن ميكروسيستمز ولهذا الاختراع قصة عجيبة، حيث أن الشركة كانت قبل ذلك قد كلفت المهندس جيمس غوسلينغ بوضع برامج لتشغيل الأجهزة التطبيقية الذكية (مثل التيلفزيون التفاعلي) باستخدام لغة سي++، وحينها وجد جيمس جوزلينج صعوبة في التعامل مع هذه اللغة، فقام هو وفريق العمل المساعد له بتطوير هذه اللغة فولدت لغة جديدة تتوافق مع احتياجاته فكانت لغة جافا، وقد خططت شركة صن في تلك الأيام لاستغلال هذه اللغة الوليدة في التيلفزيون التفاعلي لكي تربح المليارات، وحدث نوع من البطء في مشروع التلفزيون التفاعلي ــ ربما عن قصد من الشركات الأخرى المنافسة ــ ونتيجة لذلك فكرت شركة صن في توقيف مشروع تطوير هذه اللغة الوليدة وتسريح العاملين في هذا المشروع أو نقلهم إلى قسم آخر، ولكن حدث ما لم يكن في الحسبان حيث أنه في هذه الفترة كانت شبكة الإنترنت قد بدأت في الانتشار بسرعة مذهلة مع نزول نظام ويندوز للأسواق، وحيث أن لغة جافا الوليدة التي اخترعت أصلًا لبرمجة الأجهزة التطبيقية فيها من السمات ما يجعلها أكثر توافقًا مع الشبكة العنكبوتية الدولية ـ الإنترنت ـ، فقد كان لها السبق وأضافت الكثير إلى الإنترنت (الذي كان قبلها مقصورًا على تبادل النصوص)، ولكن المطورين بشركة صن ابتكروا طريقة تجعل برامج جافا تعمل بسهولة في صفحات الإنترنت، وغيروا الاسم الذي كان قد أطلقه عليه مبتكرها من أواك (شجرة السنديان) إلى جافا، ومن هنا أصبحت جافا مرتبطة في شهرتها بالإنترنت حيث أن برنامج جافا صغير يوضع في صفحة من صفحات موقع على الشبكة الدولية يراه الملايين في جميع أنحاء العالم في نفس الوقت، وقد كان هذا لا يتوفر الا مع جافا مما أعطاها شهرة واسعة، ولحسن حظ شركة صن أن لغة جافا أكدت نفسها في المجال الذي طورت له أصلًا، فقد بدأ الآن التيلفزيون التفاعلي في الانتشار وما يسمى سينما المنزل والمشاهدة حسب الطلب، وليس هذا فقط؛ بل انتشر ما هو أكثر فائدة لشركة صن وهو الهاتف المحمول، وللجافا أكبر دور في برمجة البرامج التي يعمل بها في أجياله السابقة واللاحقة، ولا نستغرب أن يحدث نوع من الغيرة بين شركة ميكروسوفت وشركة صن ميكروسيستمز مما دفع ميكروسوفت إلى أن تحذف ماكينة جافا الافتراضية من الاصدارالأول لويندوز اكس بي، وهذه الماكينة الافتراضية مسؤولة عن عرض برامج الجافا على الإنترنت، ولكن ميكروسوفت تراجعت أمام طلب ملايين المستخدمين حول العالم فوضعتها مرة ثانية في الإصدارات اللاحقة، وقد كانت قضية مشهورة تناولتها الصحف والمجلات خلال العام الماضي.
وقد ساهم في شهرة الجافا أيضا برامجها العلمية التفاعلية التي تصلح لمعظم المناهج التعليمية في جميع مراحل التعليم، وبالتالي فإن لها دورًا كبيرًا في التعليم الإلكتروني والتعليم عن بعد والفصول الافتراضية.
جافا هي لغة برمجة من شركة صن ميكروسيستمز. الهدف الأساسي لنشأة جافا هو إيجاد لغة مشابهة للغة سي+ + من حيث التركيب النحوي، وكذلك برمجة كائنية التوجه، ومصممة للعمل علي اّلة افتراضية بحيث لا تحتاج إلي الترجمة من جديد عند استخدام برامجها على منصة تشغيل أو نظام تشغيل جديد، حيث قامت شركة صن بإنشاء الاّت افتراضية لتشغيل جافا على معظم منصات ونظم التشغيل الموجودة حاليا، فأصبح من الممكن ترجمة البرنامج مرة واحدة ثم تشغيله على نظم مختلفة أو ما أسمته صن ب اكتب مرة واحدة، شغل في أي مكان (بالإنجليزية: Write Once, run anywhere).
بين نوفمبر 2006 ومايو 2007 فُتِحَ المصدر لهذه اللغة وأصبحت مصدر مفتوح تحت ترخيص جنو.
سميت لغة الجافا من قهوة الجافا (الجاوة) التي تزرع في جزيرة جاوا، قد تطورت من مشروع كان يسمى أوك (بلوط) (من شجر البلوط الذي كان موجودًا خارج نافذة غوسلينغ).
ملاحظة: يجب عدم الخلط بين «جافا» و «جافا سكريبت». فرغم تشابة اللغتين في السياق والتراكيب، إلا أنهما لغتان مختلفتان ولهما أهداف مختلفة.

## لمحة تاريخية
بدأت جافا كمشروع يدعي أوك (البلوط) Oak (جائت التسمية من شجرة بلوط كانت تقف خارج مقر شركة صن ميكروسيستمز) عن طريق الأب الروحي للجافا جيمس غوسلينغ في يونيو عام 1991 م لكي تستخدم في مشروع Set Top Box.
وكان هدف المشروع صنع لغة برمجة تعمل على ايّ جهاز صغير، خلال فترة صغيرة تغيرت أهداف المشروع وتغير المشروع نفسه إلى جافا وقد اصدر الإصدار الأول منها عام 1995 م. كان الإصدار الأول من جافا يهتم بتوفير إمكانية صنع برمجيات الويب (التي تعمل في متصفح الإنترنت) وخلال وقت وجيز أصبحت معظم متصفحات الإنترنت تدعم الجافا بسبب الإمكانيات العالية والثبات والأمان التي وفّرت لهم في تلك الفترة.
في عام 1998 م طُورت جافا بشكل جذري وأصبحت تسمى جافا2، ومن أهم التطويرات التي وضعت في هذا الإصدار هي إمكانات جافا في الواجهة الرسومية للمستخدم. من ثم كان هنالك العديد من التطويرات لهذه اللغة التي لا يزال تطويرها مستمرًا، وخلال السنين تطورت جافا وأصبحت تستعمل لصنع برامج مكتبية، برمجيّات الإنترنت، صفحات إنترنت، تطبيقات أجهزة الجوال وغيرها الكثير.

## مبادئها

### الأهداف الأساسية
- كائنية التوجه.
- الاستقلال عن نظام التشغيل.
- توفر إمكانيات ومكتبات للتشبيك.
- توفر إمكانية تشغيل البرامج المكتوبة بها من حواسيب بعيدة وبشكل آمن.
- توفير إمكانية إضافة برامج إلى صفحات الويب (أبلت).
- كوت بو 6.

## الإصدارات المتوفرة من الجافا

### Java SE
الإصدار القياسي من الجافا بالإنجليزية (Java Standard Edition) هو الجزء الخاص ببرمجة برامج سطح المكتب (StandAlone applications).

### Java EE
إصدار الإنتربرايس بالإنجليزية (Java Enterprise Edition)هو يختلف عن الإصدار القياسي في أنه خاص ببرمجة الخوادم والتطبيقات الموزعة وبرمجة الويب.

### Java ME
إصدار المايكرو بالإنجليزية (Java Micro Edition) وهو إصدار خاص بالبرمجة على الهواتف المحمولة والأجهزة المحدودة في المصادر عموما وتعتبر الخيار الأول لمبرمجي ألعاب الهواتف المحمولة.

### Java Fx
تقنيّة أخرى اصدرتها صن ميكروسيستمز لتطوير تطبيقات من نوع "RIA" أي "Rich Internet Applications".

## بيئات تطوير متكاملة(IDE)
المبرمجون والمطورون بلغة جافا يمكنهم الاختيار من بين عدة بيئات تطوير متكاملة لتسهيل عملهم.

### بيئات حرة
- نت بينز، من شركة صن مايكروسيستمز (تحميل البرنامج).
- إكليبس، من مجتمع البرمجيات الحرة (تحميل البرنامج).
- DrJava، من جامعة رايس.

### بيئات مملوكة
- جيه بيلدر، من شركة كود جير.
- ويب سفير، من شركة آي بي إم.
- إنتيليج إيديا، من شركة جت برينز.
- جيه ديفيلوبر، من شركة أوراكل.
- جيه كرييتر، من شركة زينوكس.

## التركيبة اللغوية للجافا (Syntax)
بنية جافا تستمد الكثير من بنية لغة البرمجة سي: بنية الإسناد، التعابير، التحكم، الكتل الجملية (blocks). جافا بنيت خصيصًا لتكون لغة كائنية التوجه، حيث أن كامل الكود يكون مضمنا داخل كائنات (Objects), فيما عدا المتغيرات الأساسية (الأرقام، والقيم المنطقية والأحرف), حيث أنها لم توضع ككائنات لأسباب تتعلق بالآداء.
لتجنب العديد من المشاكل، جافا لم تعتمد العديد من الخصائص، مثل التوارث المتعدد (multiple inheritance) والتحميل الزائد للعوامل (operator overloading).
جافا تستخدم نفس نوعَيْ التعليقات الموجودين في C++, التعليقات التي تنتهي بنهاية السطر، وتبدأ بالعلامة "//"، والتعليقات المتعددة الأسطر، والتي تبدأ بالعلامة "*/" وتنتهي بالعلامة "/*".
تعتمد برمجة جافا طبعاً على تعليقات C++ كما عرف سابقًا لأنها لغة برمجة ناتجة عن تطوير لغة C++.

## أمثلة
برنامج أهلا بالعالم التقليدي مكتوبا بلغة الجافا:
```
/*

 * Outputs "Hello, World!" and then exits

 */

public
 
class
 
HelloWorld
 
{

   
public
 
static
 
void
 
main
(
String
[]
 
args
)
 
{

       
System
.
out
.
println
(
"Hello, World!"
);

   
}

}

```

ملاحظة: يمكن الاستغناء عن "public"(يسمّى المغيّر) في السطر الأوّل من المصدر (خلاف التعليق بالطّبع)؛ في هذه الحال لا تكون الفئة متاحة إلا داخل حزمتها (package). فـ public يجعل منها متاحة بلا قيود.
تنبيه: لاتستخدم "private" كـمغيّر على فئات المستوى الأعلى( top-level class) لأنّه لا من شيء يمكنه الوصول إليها فيما بعد.. وهذا بِلَا فَائِدَة
.
مثال عن آلة حاسبة
```
public
 
class
 
Main

{

public
 
static
 
void
 
main

{

System
.
out
.
println
(
"Hello World!"
);

Scanner
 
input
 
=
 
new
 
Scanner
(
System
.
in
);

System
.
out
.
print
(
"Enter a number: "
);

double
 
number1
 
=
 
input
.
nextDouble
();

System
.
out
.
print
(
"Enter second number: "
);

double
 
number2
 
=
 
input
.
nextDouble
();

double
 
product
 
=
 
number1
 
*
 
number2
;

System
.
out
.
printf
(
"The product of both numbers is: %f"
,
 
product
);

}

}
 
import
 
java.util.*
;

public
 
class
 
Main

{

public
 
static
 
void
 
main
(
String
[]
 
args
)

{

System
.
out
.
println
(
"Hello World!"
);

Scanner
 
input
 
=
 
new
 
Scanner
(
System
.
in
);

System
.
out
.
print
(
"Enter a number: "
);

double
 
number1
 
=
 
input
.
nextDouble
();

System
.
out
.
print
(
"Enter second number: "
);

double
 
number2
 
=
 
input
.
nextDouble
();

double
 
product
 
=
 
number1
 
*
 
number2
;

System
.
out
.
printf
(
"The product of both numbers is: %f"
,
 
product
);

}

}

public
 
class
 
Main

{

public
 
static
 
void
 
main
(
String
[]
 
args
)

{

System
.
out
.
println
(
"Hello World!"
);

Scanner
 
input
 
=
 
new
 
Scanner
(
System
.
in
);

System
.
out
.
print
(
"Enter a number: "
);

double
 
number1
 
=
 
input
.
nextDouble
();

System
.
out
.
print
(
"Enter second number: "
);

double
 
number2
 
=
 
input
.
nextDouble
();

double
 
product
 
=
 
number1
 
*
 
number2
;

System
.
out
.
printf
(
"The product of both numbers is: %f"
,
 
product
);

}

}

```

## صفوف خاصة

### برمجيات
```
// Hello.java

import
 
java.applet.Applet
;

import
 
java.awt.Graphics
;

public
 
class
 
Hello
 
extends
 
Applet
 
{

    
@Override

    
public
 
void
 
paintComponent
(
Graphics
 
g
)
 
{

        
g
.
drawString
(
"Hello, world!"
,
 
65
,
 
95
);

    
}
    

}

```

يُضَمَن البرنامج Hello.class في صفحة HTML عن طريق العنصر <applet> كما يلي:
```
<!DOCTYPE HTML PUBLIC "-//W3C//DTD HTML 4.01//EN"

"http://www.w3.org/TR/html4/strict.dtd">

<!-- Hello.html -->

<
html
>

  
<
head
>

    
<
title
>
Hello World Applet
</
title
>

  
</
head
>

  
<
body
>

    
<
applet
 
code
=
"Hello.class"
 
width
=
"200"
 
height
=
"200"
>

    
</
applet
>

  
</
body
>

</
html
>

```

### تطبيق Swing
```
// Hello.java (Java SE 5)

import
 
java.awt.BorderLayout
;

import
 
javax.swing.*
;

public
 
class
 
Hello
 
extends
 
JFrame
 
{

    
public
 
Hello
()
 
{

        
super
(
"hello"
);

        
setDefaultCloseOperation
(
WindowConstants
.
EXIT_ON_CLOSE
);

        
setLayout
(
new
 
BorderLayout
());

        
(
new
 
JLabel
(
"Hello, world!"
));

        
pack
();

    
}

    
public
 
static
 
void
 
main
(
String
[]
 
args
)
 
{

        
new
 
Hello
().
setVisible
(
true
);

    
}

}

```

## انتقادات
الانتقادات الموجهة إلى لغة جافا تتضمن طريقة التعامل مع الأنواع العامة (Generics)، السرعة، التعامل مع الأعداد الغير موجهة، التعامل مع حسابات الفاصلة المتحركة، وتاريخ الثغرات الأمنية في بيئة تشغيل جافا الرئيسية HotSpot.

## وصلات خارجية
- الموقع الرسمي
- جافا على موقع Open Hub (الإنجليزية)